# Hellidsberget

Hellidsberget är ett berg som ligger i utkanten av Tidaholm, öster om bebyggelsen. Vid berget ligger Hellidens folkhögskola. Det finns även ett elljusspår.